# Napoleonshut (Mahlstein)

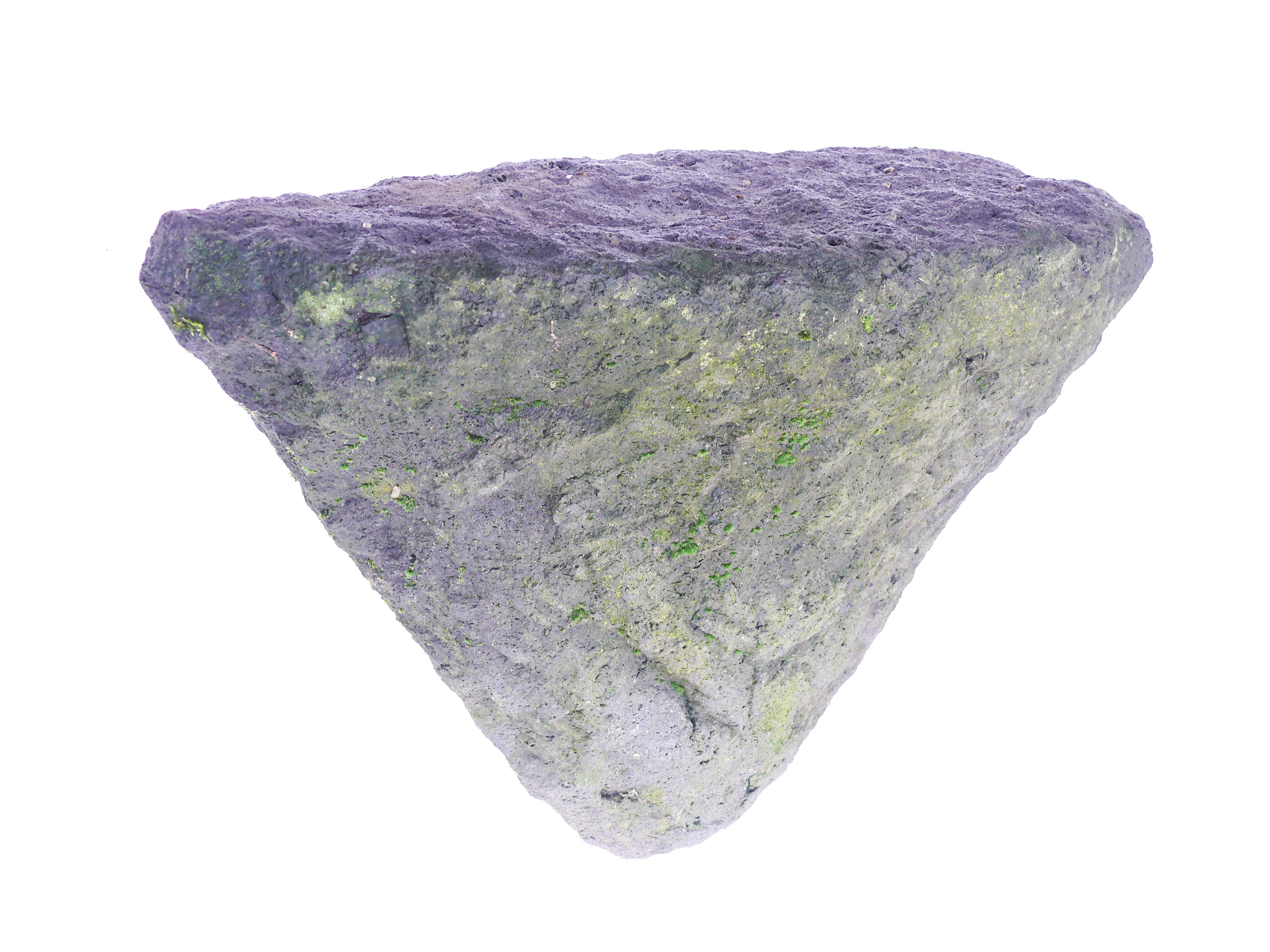
Napoleonshut, hergestellt aus Eifeler Basaltlava

Verbreitung der La-Tène-Kultur

Napoleonshut ist die Bezeichnung von Mahlsteinen, die in Mitteleuropa während der La-Tène-Zeit (5.−1. Jahrhundert v. Chr.) aus Eifeler oder auch aus sog. Vogelsberger Basaltlava hergestellt wurden und aufgrund ihrer Pyramidenform einem Zweispitz, der zu Beginn des 19. Jahrhunderts üblichen militärischen Offiziers-Kopfbedeckung, gleichen. Bereits in den 1930er Jahren und 2014 wurden im Dossenheimer Rhyolithvorkommen im Rhein-Neckar-Kreis Napoleonshüte gefunden.
Der Mahlstein fand als sogenannter „Unterlieger“ zur Herstellung von Getreidemehl durch Reiben oder Mahlen von Getreidekörnern Verwendung. Dabei wurde der Stein mit seiner spitzen Seite im Boden eingelassen. Der zur Herstellung der Mahlsteine benötigte Basalt wurde in den Steinbrüchen der Eifel im Tagebau abgebaut, grob in die benötigte Form gehauen und als Handelsware über die Transportwege Rhein und Maas in weit entfernte Regionen verschifft.

## Maße
Die Maße beziehen sich auf den abgebildeten Mahlstein
- Mahlfläche: Oval 50 cm × 25 cm
- Höhe: 30 cm
- Gewicht: 29 Kg